# Devin Street
Devin Curtis Street (Bethlehem, 30 marzo 1991) è un giocatore di football americano statunitense che gioca nel ruolo di wide receiver per i Dallas Cowboys della National Football League (NFL). Fu scelto nel corso del quinto giro (146º assoluto) del Draft NFL 2014. Al college giocò a football all'Università di Pittsburgh.

## Carriera professionistica

### Dallas Cowboys
Street fu scelto nel corso del quinto giro del Draft 2014 dai Dallas Cowboys. Debuttò come professionista subentrando nella settimana 1 contro i San Francisco 49ers ricevendo 2 passaggi per 18 yard da Tony Romo. Quelle furono le uniche ricezioni della sua annata, chiusa disputando tutte le 16 partite, nessuna delle quali come titolare.

## Statistiche
| Partite totali      | 16 |
| Partite da titolare | 0  |
| Ricezioni           | 2  |
| Yard ricevute       | 18 |
| Touchdown           | 0  |

Statistiche aggiornate alla stagione 2014